# Église d'Uskela
L'église d'Uskela (en finnois : Uskelan kirkko) est une église située à Salo en Finlande. 

## Présentation
L'église est bâtie au sommet d'une colline où se trouvait, jusqu'en 1830, l'église médiévale de Salo qui est démolie pour lui fournir des matériaux de construction.
L'église conçue par Carl Ludvig Engel est terminée en 1832. 
Elle est composée d'une nef, d'un porche d'entrée et d'une sacristie.
La tour à l'ouest est construite en 1860.
La scène du retable représentant la résurrection de Jésus est peinte par Robert Wilhelm Ekman en 1849. 
L'encadrement de l'autel conçu par Anton Wilhelm Arppe est de style néoclassique.
La direction des musées de Finlande a classé l'église et son paysage culturel dans les sites culturels construits d'intérêt national.

## Galerie

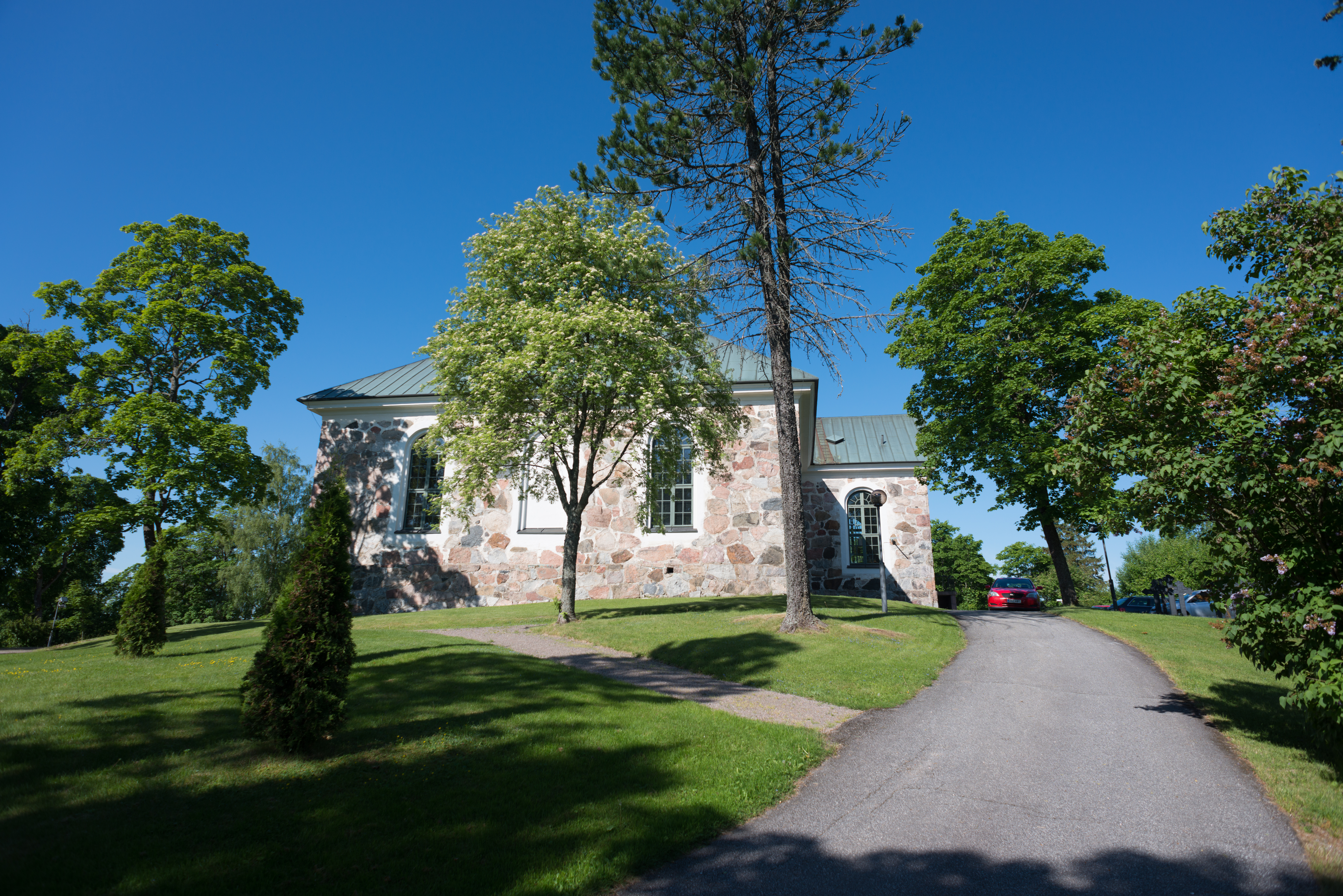
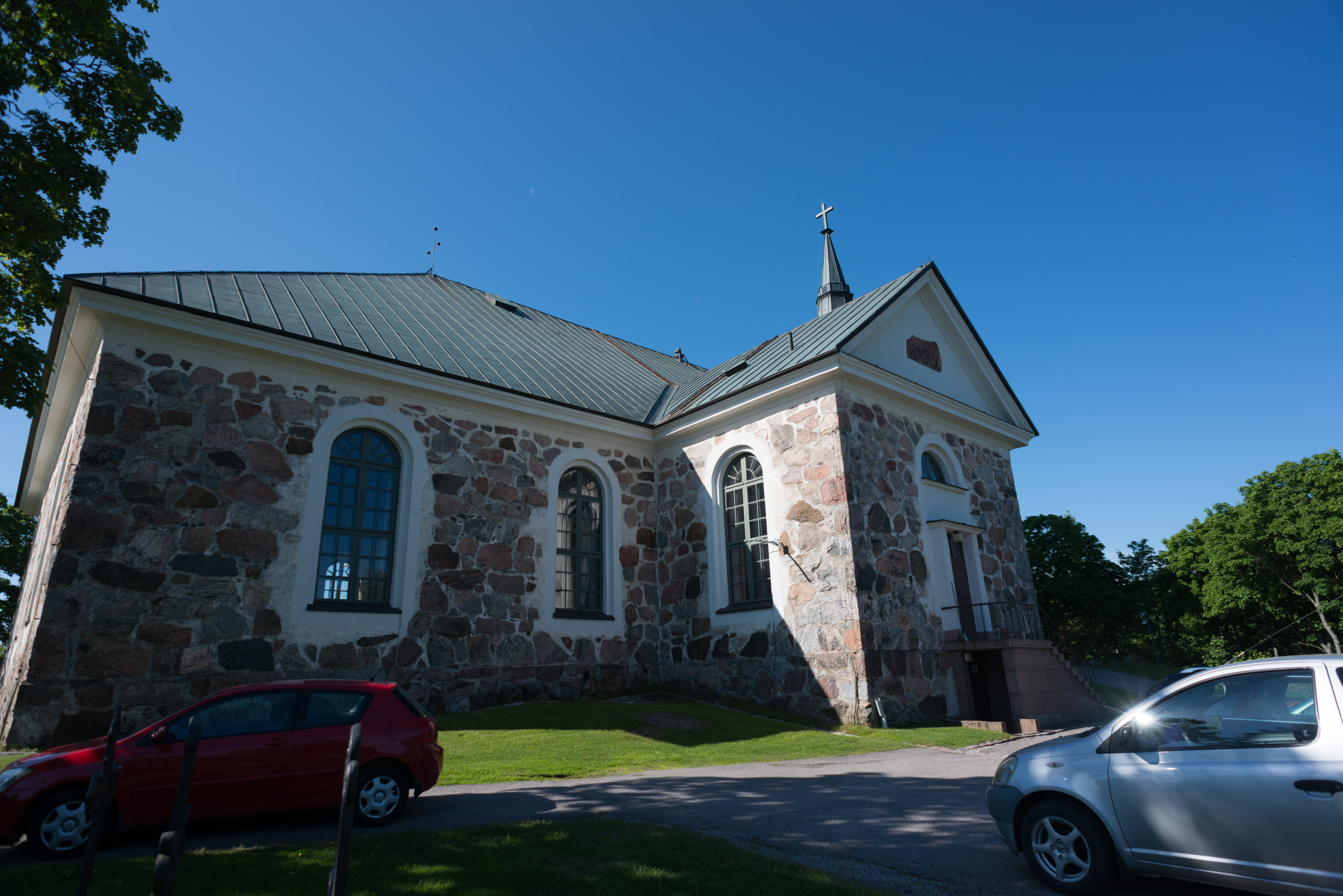

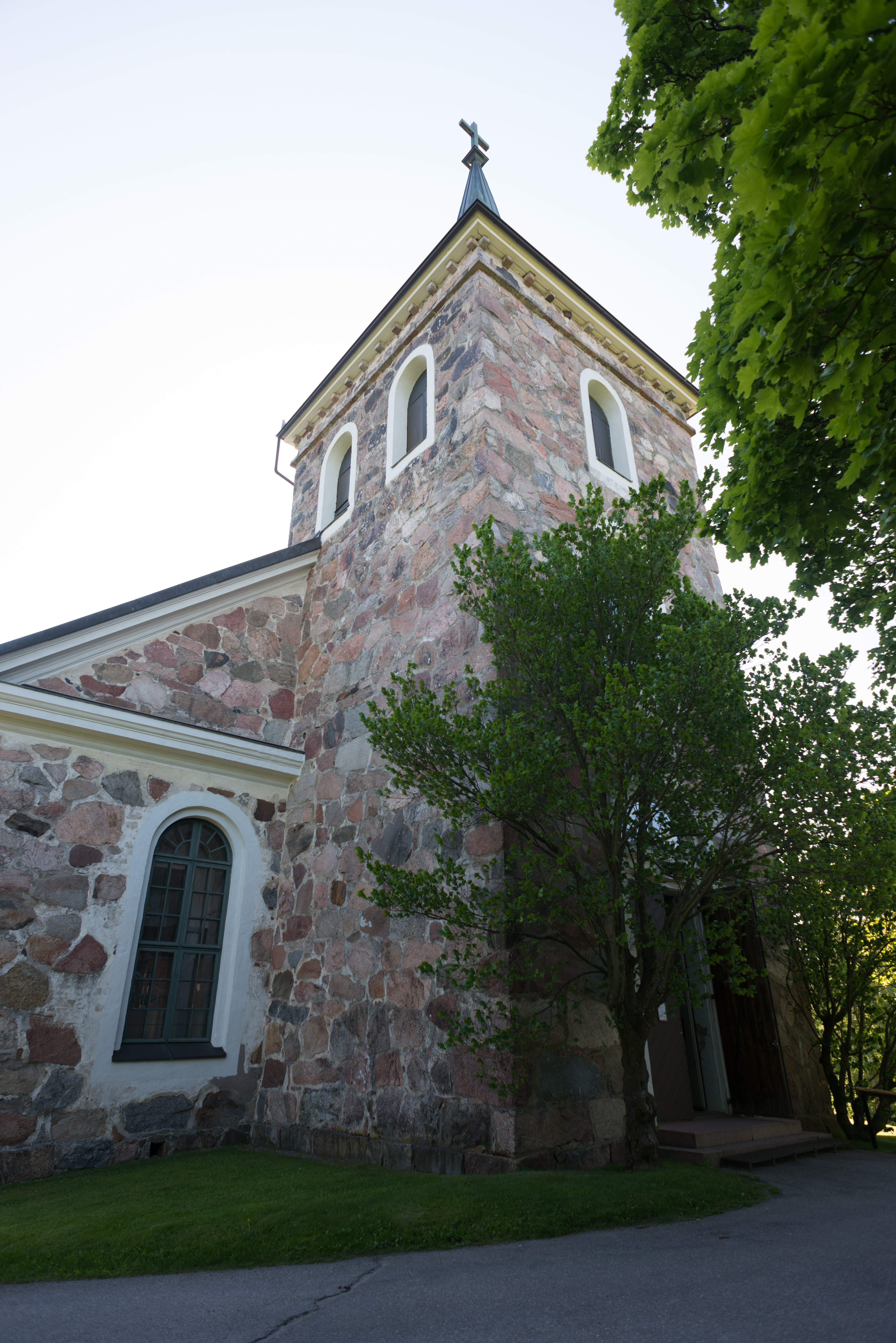
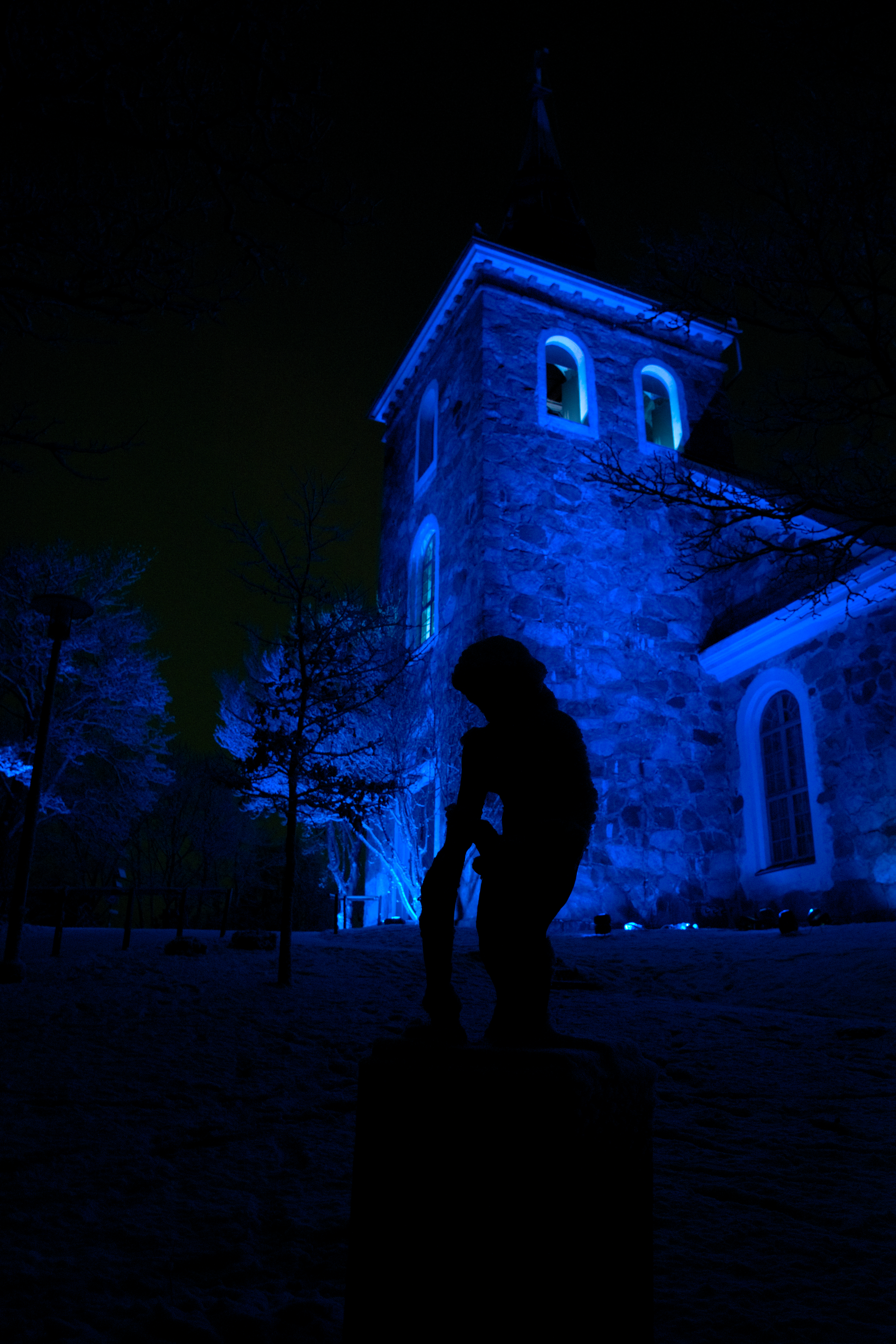